# Leucotaeniella guttipennis
Leucotaeniella guttipennis är en tvåvingeart som beskrevs av Mario Bezzi 1920. Leucotaeniella guttipennis ingår i släktet Leucotaeniella och familjen borrflugor. Inga underarter finns listade i Catalogue of Life.